# Charles Thomas (pianiste de jazz)
Pour les articles homonymes, voir Thomas et Charles Thomas.
Charles E. Thomas Jr, né le 15 janvier 1935 à Memphis (Tennessee) et mort le 23 novembre 1999 à Little Rock (Arkansas) est un pianiste de jazz américain.

## Discographie
- 1994 : The Finishing Touch ! (Space Time). Enregistrement en studio, en trio avec Ron Carter (basse) et Billy Higgins (drums).
- 1997 : Live in Europe (Space Time). Enregistrement en concert, en trio avec Essiet Essiet (basse) et Ben Riley (drums)
- 2000 : The Legend of Charles Thomas (Space Time). Enregistrement en studio de 1992, en trio avec Ray Drummond (basse) et Alan Dawson (drums).